# 铁提乡
铁提乡，是中华人民共和国新疆维吾尔自治区喀什地区叶城县下辖的一个乡镇级行政单位。

## 行政区划
铁提乡下辖以下地区：
阿亚格拜什提热克村、托普贝格村、阿亚格托普贝格村、热木赞巴格村、恰其巴格村、托万恰喀村、铁提村、尤勒滚加依村、色日克吾斯塘村、英艾日克村、拉依旦村和汉族农场。